# Барешани
Барешани (мкд. Барешани) су насеље у Северној Македонији, у јужном делу државе. Барешани припадају општини Битољ.

## Географија
Насеље Барешани је смештено у јужном делу Северне Македоније. Од најближег већег града, Битоља, насеље је удаљено 11 km јужно.
Барешани се налазе у југозападном ободу Пелагоније, највеће висоравни Северне Македоније. Насељски атар је равничарски на истоку, док се ка западу издиже прва брда планине Баба. Надморска висина насеља је приближно 650 метара.
Клима у насељу је умереноконтинентална.

## Становништво
Барешани су према последњем попису из 2021. године имали 146 становника.
| Национални састав према попису из 2021.‍ | Национални састав према попису из 2021.‍ | Национални састав према попису из 2021.‍ | Национални састав према попису из 2021.‍ | Национални састав према попису из 2021.‍ |
| --------------------------------------- | --------------------------------------- | --------------------------------------- | --------------------------------------- | --------------------------------------- |
|                                         |                                         |                                         |                                         |                                         |
| Македонци                               | Македонци                               |                                         | 115                                     | 78,8%                                   |
| непописани                              | непописани                              |                                         | 30                                      | 20,5%                                   |

Већинска вероисповест је православље.